# Council Skies
Council Skies — четвёртый студийный альбом британской рок-группы Noel Gallagher's High Flying Birds.
Спродюсированный Ноэлом Галлахером и его давним звукоинженером Полом Стейси, он был выпущен 2 июня 2023 года на лейбле Галлахера Sour Mash Records.[1] Это первый альбом, который Галлахер записал в собственной студии звукозаписи: Lone Star Studios, а струнные сессии проходили в Abbey Road Studios в апреле 2022 года. С альбома было выпущено пять синглов: «Pretty Boy», «Easy Now», «Dead to the World», «Open the Door, See What You Find» и заглавный трек «Council Skies».

## История
Галлахер приступил к записи демо-версии альбома в конце 2021 года, а в январе 2022 года начались сессии в студии Lone Star Studios. Джонни Марр принял участие в трёх треках альбома, включая лид-сингл: «Pretty Boy».
Галлахер описывал альбом как «возвращение к началу. Мечтать, смотреть на небо и размышлять о том, какой может быть жизнь…». Говоря о названии альбома, Галлахер сказал: «Название взято из книги художника Пита Макки. Я писал песню, которая должна была стать Council Skies, но она не называлась Council Skies. В песне, когда я её писал, не хватало одной фразы — я не знал, что это будет за фраза». Он продолжил: "Так получилось, что книга Пита лежала у меня дома на журнальном столике. Я позвонил ему и спросил: «Могу ли я использовать это название? И он ответил, что да. И я переписал песню, после чего многое другое встало на свои места».

## Отзывы
| Совокупная оценка   | Совокупная оценка |
| Источник            | Оценка            |
| ------------------- | ----------------- |
| AnyDecentMusic?     | 7.6/10            |
| Metacritic          | 81/100            |
| Оценки критиков     |                   |
| Источник            | Оценка            |
| AllMusic            | [ 5 ]             |
| American Songwriter | [ 6 ]             |
| Clash               | 8/10              |
| Classic Rock        | 8/10              |
| The Independent     | [ 9 ]             |
| Mojo                | [ 10 ]            |
| NME                 | [ 11 ]            |
| Record Collector    | [ 12 ]            |
| Rolling Stone UK    | [ 13 ]            |
| Uncut               | 8/10              |

Council Skies получил признание музыкальных критиков. На сайте Metacritic, который присваивает нормализованный рейтинг из 100 баллов рецензиям от изданий, альбом получил средний балл 81 на основе 11 рецензий, что свидетельствует о «всеобщем признании».
Эмма Харрисон из Clash написала о «Council Skies», что он «Уверенный, откровенный, хорошо сбалансированный и эмоционально глубокий, „Council Skies“ закрепляет его репутацию одного из лучших авторов песен, когда-либо созданных Великобританией. Эта коллекция песен — одно из его лучших предложений после Oasis, и это похоже на альбом, который Ноэль и его High Flying Birds так хотели сделать».

## Список композиций
Слова и музыка всех песен — Ноэля Галлахера, кроме треков 3 и 13 с бонусного CD, написанных Джоном Ленноном и Бобом Диланом, соответственно .
| №                   | Название                                              | Длительность |
| ------------------- | ----------------------------------------------------- | ------------ |
| 1.                  | «I'm Not Giving Up Tonight»                           | 4:06         |
| 2.                  | «Pretty Boy»                                          | 4:48         |
| 3.                  | «Dead to the World»                                   | 4:09         |
| 4.                  | «Open the Door, See What You Find»                    | 3:59         |
| 5.                  | «Trying to Find a World That's Been and Gone: Part 1» | 2:57         |
| 6.                  | «Easy Now»                                            | 3:52         |
| 7.                  | «Council Skies»                                       | 4:39         |
| 8.                  | «There She Blows!»                                    | 3:56         |
| 9.                  | «Love Is a Rich Man»                                  | 4:21         |
| 10.                 | «Think of a Number»                                   | 5:41         |
| Общая длительность: | Общая длительность:                                   | 43:00        |

| №   | Название                           | Длительность |
| --- | ---------------------------------- | ------------ |
| 11. | «We're Gonna Get There In the End» | 4:13         |

| №   | Название              | Длительность |
| --- | --------------------- | ------------ |
| 11. | «Easy Now» (Acoustic) | 3:36         |

| №  | Название                           | Длительность |
| -- | ---------------------------------- | ------------ |
| 1. | «We're Gonna Get There In the End» | 4:13         |
| 2. | «Pretty Boy» (Acoustic)            | 4:47         |

| №                   | Название                                                | Длительность |
| ------------------- | ------------------------------------------------------- | ------------ |
| 1.                  | «Don't Stop...»                                         | 4:45         |
| 2.                  | «We're Gonna Get There In the End»                      | 4:13         |
| 3.                  | «Mind Games»                                            | 4:32         |
| 4.                  | «Pretty Boy» (Instrumental)                             | 4:50         |
| 5.                  | «Dead to the World» (Instrumental)                      | 4:13         |
| 6.                  | «Council Skies» (Instrumental)                          | 4:42         |
| 7.                  | «Think of a Number» (Instrumental)                      | 5:46         |
| 8.                  | «I'm Not Giving Up Tonight» (David Holmes Remix)        | 5:42         |
| 9.                  | «Think of a Number» (Pet Shop Boys Magic Eye 12" Remix) | 5:12         |
| 10.                 | «Pretty Boy» (Robert Smith Remix)                       | 5:43         |
| 11.                 | «Council Skies» (The Reflex Revision)                   | 5:25         |
| 12.                 | «Flying on the Ground» (Radio 2 Session, 08/09/21)      | 3:14         |
| 13.                 | «You Ain't Goin' Nowhere» (Radio 2 Session, 08/09/21)   | 2:17         |
| 14.                 | «Live Forever» (Radio 2 Session, 08/09/21)              | 4:49         |
| Общая длительность: | Общая длительность:                                     | 108:00       |

## Участники записи
Noel Gallagher’s High Flying Birds
- Ноэл Галлахер — вокал, гитара, перкуссия
- Джем Арчер — акустическая гитара (треки 1), электрогитара (треки 1, 12), баритон-гитара (треки 1, 12), губной орган (трек 23)
- Расс Притчард — бас-гитара (треки 1, 3, 4, 7, 8, 12, 22, 23)
- Крис Шэррок — ударные (треки 1, 4, 8, 10, 12, 13)
- Майки Роу — клавишные (треки 1, 2, 3, 4, 6, 7, 8, 9, 10, 11, 12, 22, 23, 24)
- Джессика Гринфилд — бэк-вокал (треки 1, 2, 3, 4, 5, 7, 8, 9, 10, 11)
- Шарлотта Марионно — перкуссия (треки 1, 4, 8)

Дополнительные музыканты
- Pet Shop Boys — дополнительный вокал (трек 19)
- Джонни Марр — гитара (трек 2,4,7)
- Роберт Смит — гитара и фортепиано (треки 20)
- другие

## Чарты
| Чарт (2023)                                  | Высшая позиция |
| -------------------------------------------- | -------------- |
| Австралия (ARIA)                             | 72             |
| Австрия (Ö3 Austria)                         | 13             |
| Бельгия/Фландрия (Ultratop)                  | 12             |
| Бельгия/Валлония (Ultratop)                  | 9              |
| Нидерланды (Album Top 100)                   | 24             |
| Франция (SNEP)                               | 28             |
| Германия (Offizielle Top 100)                | 8              |
| Ирландия (Irish Albums Chart)                | 2              |
| Италия (Classifica album)                    | 18             |
| Япония (Oricon)                              | 10             |
| Япония Combined Albums (Oricon)              | 16             |
| Япония Hot Albums (Billboard Japan)          | 13             |
| Япония Rock Albums (Oricon)                  | 2              |
| Новая Зеландия (RMNZ)                        | 39             |
| Шотландия (Scottish Albums Chart)            | 2              |
| Испания (PROMUSICAE)                         | 33             |
| Швейцария (Schweizer Hitparade)              | 11             |
| Великобритания (UK Albums Chart)             | 2              |
| Великобритания (UK Independent Albums Chart) | 1              |
| США (Billboard Top Album Sales)              | 20             |
| США (Billboard Top Tastemaker Albums)        | 11             |

## Сертификации
| Регион                                                                      | Сертификация | Продажи |
| --------------------------------------------------------------------------- | ------------ | ------- |
| Великобритания (BPI)                                                        | Серебряный   | 60 000  |
| Данные о продажах + прослушиваниях приведены только на основе сертификации. |              |         |